# Glattis

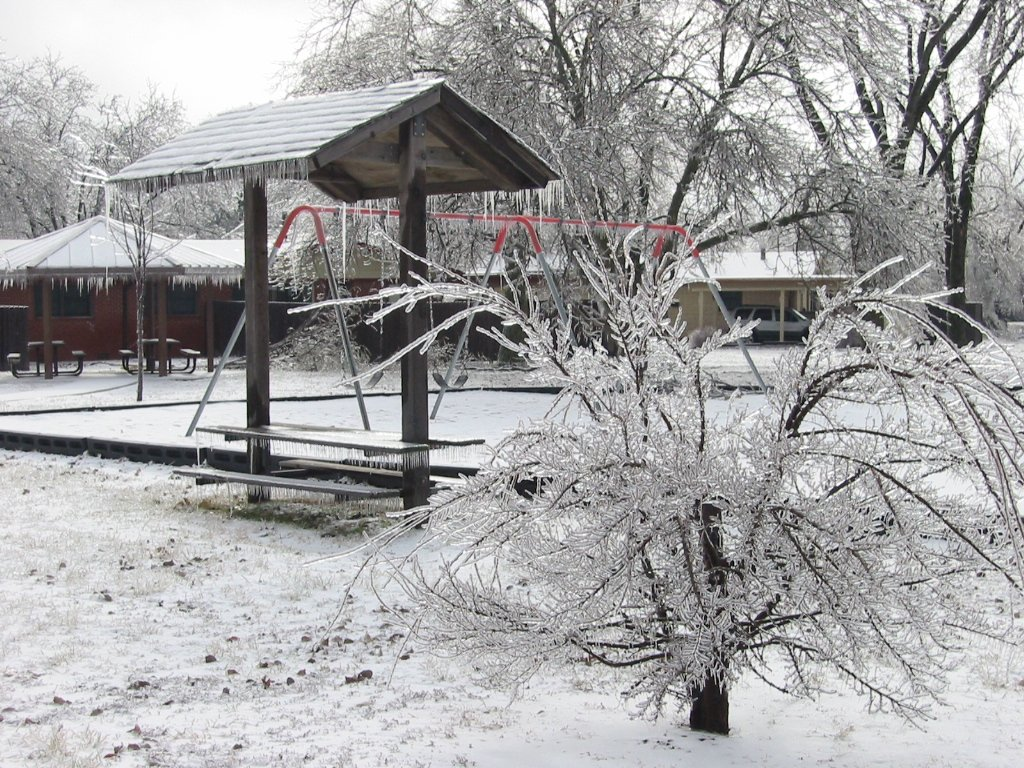
Glattis på lekplats.

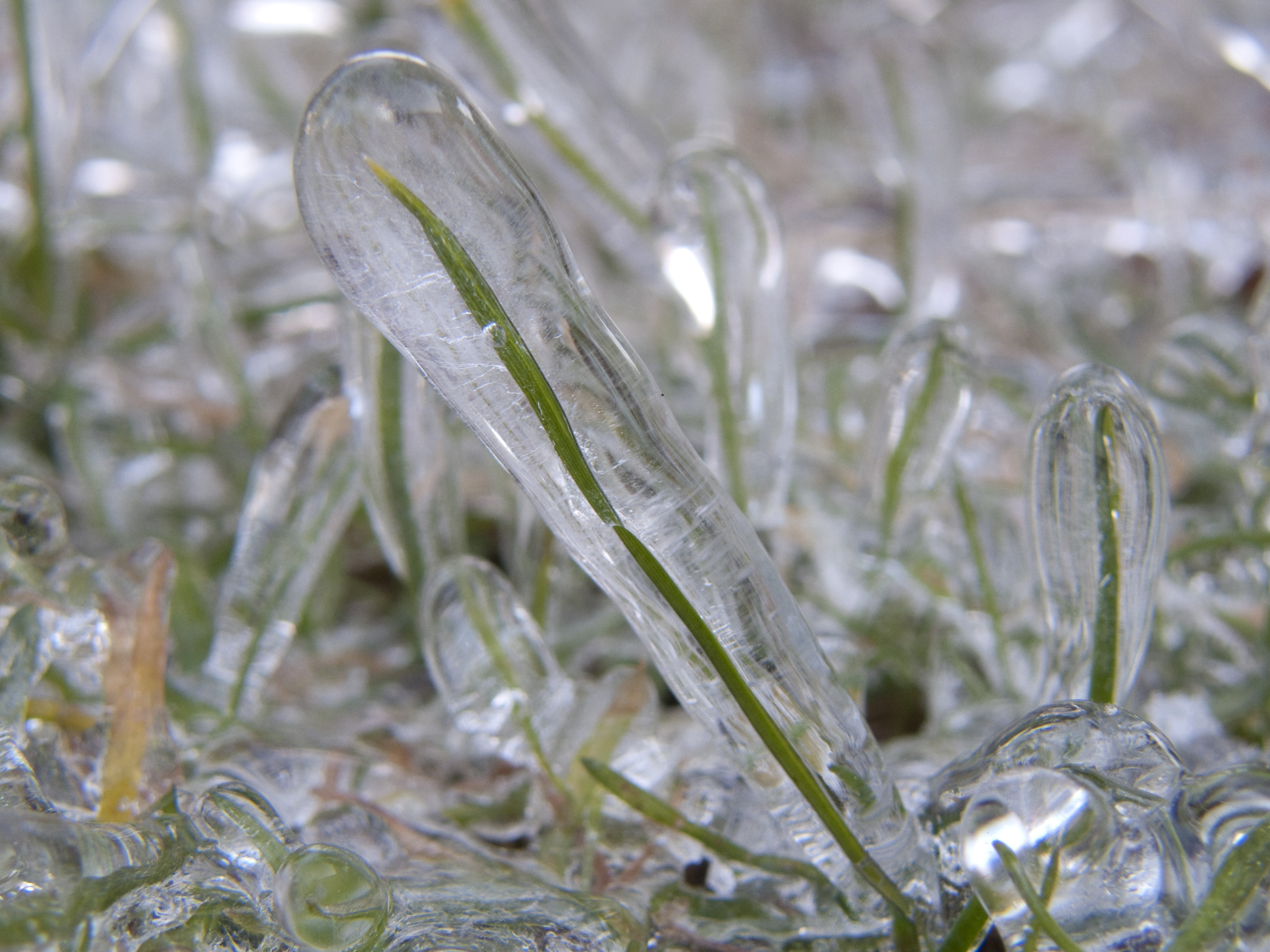
Glattis på grässtrå.

Glattis är en jämn, kompakt isavlagring som vanligen är genomskinlig. Den bildas av underkylda droppar av duggregn eller regn som genast fryser på föremål vars yttemperatur är under eller strax över 0 °C. När glattis uppstår på vägar blir det blixthalka. Processen när glattis bildas kallas nedisning. Glattis kan till exempel förstöra kraftledningar och kraftigt försämra flygplans flygförmåga.
Glattis är en tunn isbeläggning som bildas när superkyld vätskeutfällning, såsom frysregn eller regn, faller på utsatta föremål vars temperatur är under eller något över frysning. Även om dropparna fryser nästan omedelbart, har de tillräckligt med tid att sprida ut i ett tunt lager innan de gör det. Som ett resultat blir ytorna belagda med en jämn kompakt avsättning av klar is. Glattis är tätare, hårdare och mer transparent än rimfrost.
Glattis bildas ofta framför en varmfront i ett lågtryck. När temperaturen framför fronten är lägre än 0° C, kommer allt regn eller duggregn som faller från den fuktiga, varma luften att förvandlas till glattis när den träffar marken. Långsamma eller till och med stillastående fronter som är blockerade av en vinteranticyklon kan ackumulera fukt så att tjocka islager bildas. En sådan händelse kallas isstorm. Isstormar kan vara extremt destruktiva och fälla träd, telefon- och kraftledningar enbart på grund av den ackumulerade isens tyngd.
En annan form av glattis kan ibland skapas när varma, fuktiga luftmassor plötsligt får is och snö att börja töa i ett område som har haft mycket frost. Då är föremål fortfarande kalla, så att den kondenserande vattenångan fryser, och de täcks med is. Sådana förhållanden förekommer ganska ofta i östra Centraleuropa och i Nordamerika. Då uppstår det som kalla isstorm.
Glattis skall inte förväxlas med annan is som förekommer på marken, som exempelvis nederbörd som ger vatten på marken i flytande form och som sedan fryser eller snö på marken som blivit kompakt av trafiken.